# 徐幹
徐 幹（じょ かん、171年 - 217年）は、中国後漢末期の政治家・思想家・文人。字は偉長。青州北海郡劇県の出身。建安七子の一人。著書に『中論』。

## 人物
旧家の生まれであったが家は貧しかった。しかし品行は優れ、文章も美麗典雅であった。建安年間、曹操に仕えて司空軍師祭酒掾・五官将文学へ昇進した。
建安22年（217年）、華北で流行した疫病に倒れ死去した。
その人となりについて、曹丕は呉質への手紙の中で、「誠に頻々たる君子といえよう。その著書『中論』二十篇は、よく一家の言をなしたものであり、彼こそは不朽の人物である」と絶賛した。王昶は、自分の子供たちを戒める文書の中でその名を挙げ、「我が子が彼を手本とすることを希望する」と綴った。『三国志』の著者の陳寿は、王衛二劉傅伝の評で王粲の功績を称えた後、「虚心にして大きな徳性を持った徐幹の純粋さには及ばない」と、王粲と比して徐幹を持ち上げている。
また、曹丕は著書『典論』の中で、「現代の文学者の七人」（いわゆる建安七子）の一人として徐幹の名を挙げているものの、辞賦の才については「徐幹は時に優れた気質を示すが、王粲の相手ではない」と評している。

## 著作
著作として『中論』二巻二十篇、および断片的な詩賦が伝わる。『中論』の内容としては、典型的な儒家思想を述べつつも、独自の名実論や、修養論・運命否定論・性論を説く。

### 訳注
- 池田秀三「徐幹中論校注(上)」『京都大學文學部研究紀要』第23巻、1984年。
- 池田秀三「徐幹中論校注(中)」『京都大學文學部研究紀要』第24巻、1985年。
- 池田秀三「徐幹中論校注(下)」『京都大學文學部研究紀要』第25巻、1986年。
- 多田狷介『中国逍遥 ―『中論』・『人物志』訳註他―』汲古書院〈汲古選書〉、2014年。ISBN 9784762950681。（訳の初出は1981年-1982年）

## 史料
- 『三国志』魏書 巻21 王粲伝附 徐幹伝